# インデペンディエンテ・サンタフェ
クルブ・インデペンディエンテ・サンタフェ（Club Independiente Santa Fe）は、コロンビアの首都ボゴタを本拠地とするサッカークラブである。コロンビア国内ではサンタフェと略される。2024シーズンはカテゴリア・プリメーラAに所属。
カテゴリア・プリメーラA開催初年度の1948シーズンで優勝を遂げた。1948年のプロリーグ発足以来、1部リーグから降格したことがない3クラブのうちの1つ。
ホームスタジアムのエル・カンピンはミジョナリオスFCと共用している。

## 歴史
1941年2月28日、ボゴタで法学を学ぶ学生達によってインデペンディエンテ・サンタフェは創設された。初年度にボゴタスポーツ協会（Asociación Deportiva de Bogotá（ADB））リーグで準優勝を果たすと、翌1942年には、イングランド人監督ジャック・グリーンウェルの下、全国選手権の創設前における主要タイトルであったリーガ・クンディナマルカ（Liga de fútbol de Cundinamarca）で準優勝という栄誉を獲得した。
1948年に創設された国内プロサッカーリーグに初年度から参加し、初代王者に輝いた。以来、一度も1部リーグから降格したことがない。2019シーズン終了までに9回の優勝を記録。
コパ・リベルタドーレスには1961年に初出場を果たし、ベスト4に進出した。同大会には2018年までに12回出場しており、最高位は1961年と2013年のベスト4である。
アルフォンソ・カニョンはサンタフェで520試合146得点（共にクラブ記録）という成績を残しクラブ史上最大のアイドルにしてコロンビア史上最高の選手の一人と称されている。

## サポーター

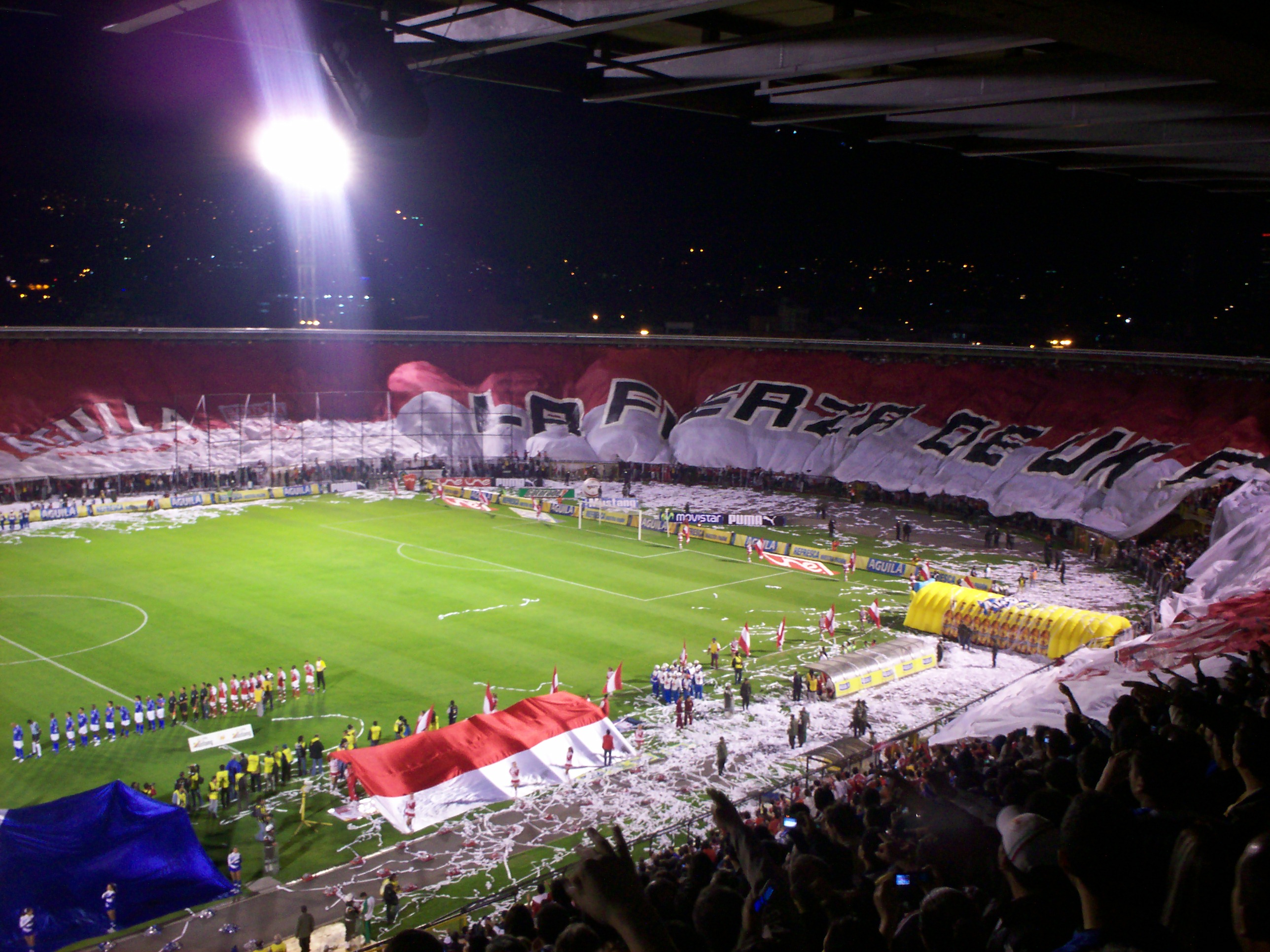
スタジアムの南側に陣取るサポーター

サンタフェはボゴタ市内に多くのファンを抱えるだけでなく、コロンビア各地に多くのファンが存在する。
1990年代後半、「ラ・グアルディア・アルビ＝ロハ・スル」（白赤の南部衛兵）というサポーターグループが結成された。彼らはサポーター主導で組織されたコロンビア初のサポーターグループの1つであり、現在では6,000人以上のメンバーがいる。グアルディアはスタジアムの一角を埋めてチームを鼓舞する雰囲気を生み出しており、選手がピッチに入った際の壮大な誇示行動は注目に値する。2005年には、エル・カンピンで彼らが陣取る南端部の半分を覆うことのできる、幅350m・高さ38mの世界最大のフラッグが制作された。グアルディアのメンバーの多くはコロンビアの他都市で行なわれるアウェーゲームにもバスで駆け付ける。

## ライバル
同じボゴタを本拠地とするミジョナリオスとの対戦は、クラシコ・カピタリーノ（Clásico Capitalino、首都ダービー）またはクラシコ・ボゴターノ（Clásico Bogotano、ボゴタダービー）と呼ばれる。最初の対戦は1942年のリーガ・クンディナマルカで、ミジョナリオスが4-1で勝利した。プロリーグでの最初の対戦は1948年9月19日で、サンタフェが5-3で勝利した。

## スタジアム

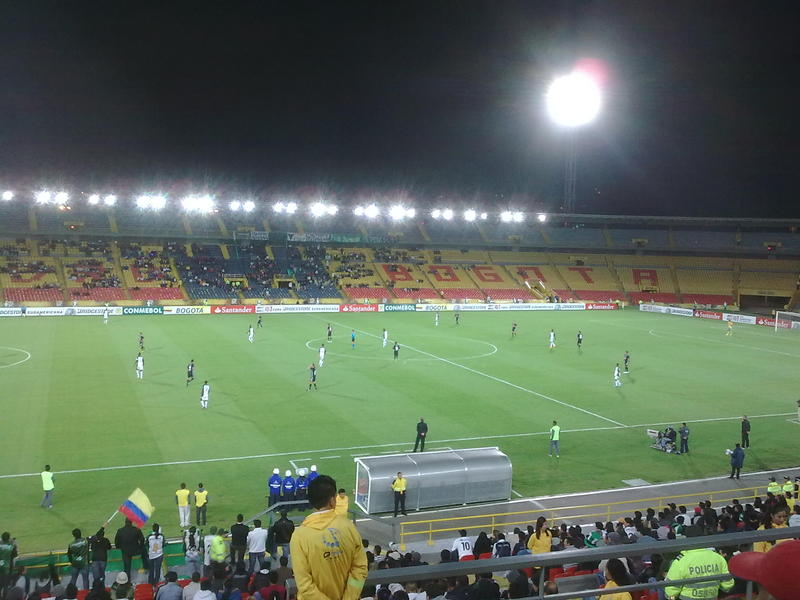
エスタディオ・ネメシオ・カマーチョ（2011年9月13日）

36,343人収容のエル・カンピンをホームスタジアムとしている。サンタフェがエル・カンピンをホームスタジアムとして使用し始めたのは1951年。サンタフェのサポーターは伝統的にスタジアムの最南端部に陣取る傾向がある。

## タイトル

### 国内タイトル
- カテゴリア・プリメーラA（1948-）：9回
  - 1948, 1958, 1960, 1966, 1971, 1975, 2012前期, 2014後期, 2016後期

- コパ・コロンビア（1950-）：2回
  - 1989, 2009

- コロンビア・スーペルリーガ（2012-）：4回
  - 2013, 2015, 2017, 2021

### 国際タイトル
- コパ・スダメリカーナ（2002-）：1回
  - 2015
- Jリーグカップ/コパ・スダメリカーナ王者決定戦（2008-）：1回
  - 2016
- コパ・シモン・ボリバル（1970-1976）：1回
  - 1970

## 現所属メンバー
2021年9月25日 現在
注：選手の国籍表記はFIFAの定めた代表資格ルールに基づく。
| No. | Pos. |            | 選手名                 |
| --- | ---- | ---------- | ---------------------- |
| 1   | GK   | コロンビア | オマール・ロドリゲス   |
| 2   | DF   | コロンビア | ファイネル・トリハノ   |
| 3   | DF   | コロンビア | ミゲル・ナサリト       |
| 4   | DF   | コロンビア | エドウィン・エレーラ   |
| 5   | MF   | コロンビア | カルロス・サンチェス   |
| 6   | MF   | コロンビア | イルマール・ベラスケス |
| 7   | MF   | コロンビア | ネイデル・モレノ       |
| 8   | MF   | コロンビア | フアン・ペドロサ       |
| 9   | FW   | コロンビア | ホルヘ・ルイス・ラモス |
| 10  | MF   | コロンビア | ジョン・ベラスケス     |
| 11  | MF   | コロンビア | ジョン・アリアス       |
| 12  | GK   | コロンビア | グスタボ・サンチェス   |
| 13  | MF   | コロンビア | ケルビン・オソリオ     |
| 14  | MF   | コロンビア | レオナルド・ピコ       |
| 15  | FW   | コロンビア | オルマン・マコーミック |

| No. | Pos. |            | 選手名                          |
| --- | ---- | ---------- | ------------------------------- |
| 16  | MF   | コロンビア | アウリ・オリベロス              |
| 17  | MF   | コロンビア | アレクサンデル・メヒア          |
| 18  | MF   | コロンビア | ホナタン・エレーラ              |
| 19  | FW   | パナマ     | ロナルド・ディノリス            |
| 20  | MF   | パラグアイ | イバン・ビジャルバ              |
| 21  | DF   | コロンビア | ファビオ・デルガド              |
| 22  | GK   | コロンビア | レアンドロ・カステジャーノス () |
| 23  | MF   | コロンビア | ホアン・カバジェロ              |
| 24  | MF   | コロンビア | ジェルソン・ゴンサレス          |
| 25  | DF   | コロンビア | アレハンドロ・モラレス          |
| 27  | DF   | コロンビア | シロ・ポーラス                  |
| 28  | MF   | コロンビア | エンリケ・セルヘ                |
| 29  | MF   | コロンビア | エクスネイデル・ゲレーロ        |
| 30  | DF   | コロンビア | ダイロン・モスケラ              |

## 歴代監督
| - ルイス・ロブレド 1941 - ヘンリー・ブレーン 1942 - ジャック・グリーンウェル 1942 - ダニエル・マジャリーノ 1943-1945 - アルフレッド・クエッソ 1946-1947 - カルロス・カリージョ・ナルダ 1948 - ホセ・カスティージョ 1949-1950 - アダム・ベリトレアウ 1950-1951 - レネ・ポントーニ 1951 - オスカル・ルソ・サブランスキー 1951 - アルフレッド・クエッソ 1952-1953 - ホルヘ・ペニャランダ 1954-1955 - アントニオ・フリオ・デ・ラ・ホス 1956-1957 - フリオ・トッケル 1958 - フアン・ホセ・フェラーロ 1959 - フリオ・トッケル 1960 - ロドルフォ・クラリ 1961-1962 - オルテン・アイレス・デ・アブレウ 1963 - フアン・モンテーロ 1964 - フアン・カルロス・ペジェグリーノ 1964 - フリオ・トッケル 1964 - ガブリエル・オチョア・ウリベ 1965-1967 - ルイス・アルベルト・ルビオ 1967 - ガブリエル・オチョア・ウリベ 1968 - ルイス・アルベルト・ルビオ 1968 - アントニオ・フリオ・デ・ラ・ホス 1968 - ルベン・ブラボ 1968-1969 - ホアキン・ナバレテ 1969 - トドル・ヴェセリノヴィッチ 1969-1971 - ヴラディツァ・ポポヴィッチ 1971-1972 - ジョン・エヴァンス 1973 - ドゥシャン・ネンコヴィッチ 1973-1974 - フランシスコ・オルマサバル 1975-1976 - ミゲル・アンヘル・バシリコ 1977-1978 - レオネル・モントージャ 1979 - アロンソ・ロドリゲス 1979-1981 - フアン・カルロス・サルナーリ 1981 - シモ・ヴィリッチ 1982 - ルイス・エドゥアルド・ソト 1982 - フアン・リカルド・ファッシオ 1983 - フアン・エウロヒオ・ウリオラベイティア 1983 - フスト・ロペラ 1984 - フアン・カルロス・ロレンソ 1984 - アメリコ・ペレス 1984 - フアン・エウロヒオ・ウリオラベイティア 1984 - エドゥアルド・ルハン・マネラ 1985 | - アロンソ・ロドリゲス 1985 - エクトル・セスペデス 1986 - アロンソ・ロドリゲス 1986 - ハイメ・シルバ 1986 - ホルヘ・ルイス・ピント 1986-1987 - ディエゴ・ウマーニャ 1988-1989 - エクトル・セスペデス 1989-1991 - ホルヘ・ルイス・ピント 1991-1993 - ロベルト・ペルフーモ 1993 - アルトゥーロ・ボジャカ 1993-1994 - ウィリアム・モラレス 1994 - フリオ・コメサーニャ 1995-1996 - フィノト・カスターニョ 1996 - パブロ・セントローネ 1996-1997 - ヘルマン・ゴンサレス 1997-1998 - スロボダン・ゼチェヴィッチ 1998 - イベル・グルエッソ 1999 - フアン・ホセ・ペラエス 1999 - フェルナンド・カストロ 1999-2001 - ドラガン・ミラノヴィッチ 2002 - アルトゥーロ・ボジャカ 2003 - エベルス・リオス 2003 - ヘルマン・ゴンサレス 2003 - フリオ・コメサーニャ 2003 - ハイメ・デ・ラ・パーバ 2004 - ヘルマン・ゴンサレス 2005-2006 - リカルド・ガレカ 2006 - ペドロ・サルミエント 2006-2007 - アルトゥーロ・レジバ 2007 - フェルナンド・カストロ 2008 - エルナン・ダリオ・ゴメス 2008-2009 - エリベルト・ニーニョ 2009 - ヘルマン・ゴンサレス 2009-2010 - ネストル・オテロ 2010-2011 - アルトゥーロ・ボジャカ 2011 - ウィルソン・グティエレス 2011-2014 - グスタボ・コスタス 2014-2015 - ヘラルド・ペルッソ 2015-2016 - アレクシス・ガルシア 2016 - グスタボ・コスタス 2016-2017 - グレゴリオ・ペレス 2017-2018 - アグスティン・フリオ 2018 - ギジェルモ・サンギネッティ 2018-2019 - ヘラルド・ベドージャ 2019 - パトリシオ・カンプス 2019 - アロルド・リベラ 2019-2021 |

## 歴代所属選手
| 順位 | 試合数 | 選手                   |
| ---- | ------ | ---------------------- |
| 1    | 520    | アルフォンソ・カニョン |
| 2    | 367    | オマル・ペレス         |
| 3    | 359    | カルロス・ロドリゲス   |
| 4    | 353    | アグスティン・フリオ   |
| 5    | 346    | ハメス・ミナ           |
| 6    | 322    | ウィリアム・モラレス   |
| 7    | 313    | エルナンド・クエロ     |
| 8    | 296    | マヌエル・コルドバ     |
| 8    | 296    | ラファエル・パチェコ   |
| 10   | 287    | エルネスト・ディアス   |

| 順位 | 得点数 | 選手                   |
| ---- | ------ | ---------------------- |
| 1    | 146    | アルフォンソ・カニョン |
| 2    | 126    | レイデル・プレシアード |
| 3    | 98     | アルベルト・ペラッソ   |
| 4    | 93     | オスバルド・パンスット |
| 5    | 91     | ヘルマン・アントン     |
| 6    | 82     | オマル・デバニ         |
| 7    | 78     | アドルフォ・バレンシア |
| 8    | 77     | オマル・ペレス         |
| 9    | 73     | エクトル・セスペデス   |
| 10   | 72     | エルネスト・ディアス   |

- ホセ・カオル・ドク - 日系コロンビア人二世で日本名は道工薫。カテゴリア・プリメーラA初制覇時の主力選手であり、この時のメンバーで最後の存命者でもあった。